# Drakelow
Drakelow est une paroisse civile du Derbyshire, en Angleterre.
Sa population était de 249 habitants en 2011.